# ハートフルワールド
『ハートフルワールド』は、CBCテレビで2023年2月から不定期放送されているドキュメンタリー番組である。

## 概要
ソープランド街やドヤ街、ホームレスが暮らす河川敷など“ハートフル”を求めて、ディレクターが一人、ディープな街を突撃取材する。
2024年3月、第48回JNNネットワーク協議会賞の「エンターテインメント番組部門」で1位となる「協議会賞」を受賞した。
2024年5月に放送した「ハートフルワールド特別編」が、日本民間放送連盟賞で優秀賞を受賞し「粘り強い取材によって、テレビではあまり見られない社会の一面を浮き彫りにしている。ヒコロヒーの自然なスタジオコメントで、ハードな映像も受け入れやすくなっている。」と評価された。

## 出演者
MC
ヒコロヒー
ナレーター
鈴木省吾

## 放送リスト
2023年
| 回 | 放送日   | サブタイトル             | 備考                                                       |
| -- | -------- | ------------------------ | ---------------------------------------------------------- |
| 1  | 2月13日  | 「大阪・西成編」         | 古くから“日雇い労働者の街”として知られる。                 |
| 2  | 2月27日  | 「名古屋・女子大小路編」 | ゲイバーや外国人カフェ、ホストクラブなどがひしめき合う街。 |
| 3  | 11月18日 | 「岐阜・金津園編」       | 東海地方最大規模のソープランド街。                         |
| 4  | 11月25日 | 「岐阜・根尾越波編」     | 定住者のいない集落。                                       |

2024年
| 回 | 放送日  | サブタイトル           | 備考                                     |
| -- | ------- | ---------------------- | ---------------------------------------- |
| 5  | 3月2日  | 「愛知・保見団地編」   | 約3000人のブラジル人が暮らす巨大団地。   |
| 6  | 3月9日  | 「多摩川・河川敷編」   | ホームレスの人たちが数多く暮らす河川敷。 |
| 7  | 3月16日 | 「名古屋・錦三丁目編」 | 中部地方最大規模の歓楽街。               |
| 8  | 3月23日 | 「横浜・寿町編」       | 行き場を失った人たちの“最後の砦”。       |
| 9  | 9月11日 | 「三重・渡鹿野島編」   | かつて“売春島”と呼ばれた島。             |
| 10 | 9月18日 | 「東京・秋葉原編」     | “サブカルチャーの聖地”と呼ばれる街。     |

2025年
| 回 | 放送日  | サブタイトル             | 備考                               |
| -- | ------- | ------------------------ | ---------------------------------- |
| 11 | 3月8日  | 「名古屋拘置所編」       | 裁判中の被告人や死刑囚を収容。     |
| 12 | 3月15日 | 「名古屋・中村遊郭後編」 | 日本最大級の遊郭跡。               |
| 13 | 3月22日 | 「京都・東九条編」       | 京都駅近くの在日コリアン集住地区。 |
| 14 | 3月29日 | 「神奈川・川崎編」       | ヒップホップの街。                 |